# Александра Круль
Александра Круль (20 листопада 1990 , Закопане, Новосондецьке воєводство ) — польська сноубордистка, призерка чемпіонату світу та етапів Кубка світу.

## Олімпійські ігри
| Рік  | Місто                     | ПС  | ПГС |
| ---- | ------------------------- | --- | --- |
| 2014 | Сочі, Росія               | 30  | DSQ |
| 2018 | Пхьончхан, Південна Корея | Н/Д | 11  |
| 2022 | Пекін, Китай              | Н/Д | 8   |

## Чемпіонат світу
| Рік  | Місто                  | ПС | ПГС |
| ---- | ---------------------- | -- | --- |
| 2009 | Канвон, Південна Корея | 34 | 41  |
| 2011 | Ла Моліна, Іспанія     | 39 | 24  |
| 2013 | Стоунем, Канада        | 29 | 26  |
| 2015 | Крайшберг, Австрія     | 20 | 26  |
| 2017 | Сьєрра-Невада, Іспанія | 8  | 20  |
| 2019 | Парк-Сіті, США         | 8  | 14  |
| 2021 | Рогла, Словенія        | 22 | 14  |
| 2023 | Бакуріані, Грузія      |    | 3   |

## Кубок світу
5 подіумів
- — 1
- — 3
- — 1

| Сезон     | Дата           | Місце проведення      | Дисципліна                     | Місце |
| --------- | -------------- | --------------------- | ------------------------------ | ----- |
| 2012–2013 | 23 лютого 2013 | Москва, Росія         | паралельний слалом             | 2     |
| 2018–2019 | 8 січня 2019   | Бад-Гастайн, Австрія  | паралельний слалом             | 2     |
| 2021–2022 | 14 січня 2022  | Зімонхйое, Австрія    | паралельний гігантський слалом | 1     |
| 2022–2023 | 10 грудня 2022 | Вінтерберг, Німеччина | командний паралельний слалом   | 3     |
| 2022–2023 | 15 грудня 2022 | Карецца, Італія       | паралельний гігантський слалом | 2     |

Оновлення 19 лютого 2023.